# Charlottenhof (Schwandorf)
Charlottenhof ist ein Ortsteil der oberpfälzischen Stadt Schwandorf in Bayern. Auf dem Areal befindet sich im Schloss Charlottenhof die Handwerkskammer Niederbayern-Oberpfalz, die 1989 den Charlottenhof erworben hat.

## Geografie
Charlottenhof liegt nordöstlich von Schwandorf in einem ausgedehnten Waldgebiet im Oberpfälzer Seenland.

## Geschichte
Benannt ist der Ortsteil nach dem gleichnamigen Schlösschen, das 1873 von Wilhelm Maximilian von Künsberg (1838–1908), Freiherr von Fronberg, königlicher Kämmerer und Major a. D., in der Bössellohe errichtet wurde. Am 15. Mai 1873 beantragte er beim Bezirksamt Burglengenfeld, die Schwaige Charlottenhof zu benennen; dies war ein Liebesbeweis für seine Frau Charlotte Gräfin von Schönborn-Buchheim. Nach mehreren Besitzerwechseln gelangte das Schloss an den Oberleutnant Josef Hesselberger, der hier nach dem Ersten Weltkrieg eine Schweinezuchtanstalt einrichtete. In der NS-Zeit wurde die Stiftung des Juden Hesselberger beschlagnahmt und der Stadtkommandant Karl Schäffer wurde als Verwalter eingesetzt. Auf Druck des Nationalsozialisten wurde der Charlottenhof am 28. November 1933 an die Ostmark-Selbsthilfe verkauft.
Die Stadt Nürnberg pachtete 1947 den Charlottenhof und brachte hier ein Heim für schwer erziehbare Jugendliche unter. 1951 wurde der Besitz dem Freistaat Bayern zugesprochen. Am 19. Juli 1951 übernahm die Nürnberger Nothilfe das Erziehungswerk (Erwerb war 1953) und richtete hier eine landwirtschaftliche Berufsförderung für männliche Jugendliche ein. Als die das Schloss umgebenden Baracken von den Flüchtlingen verlassen wurden, konnten auch Lehrwerkstätten für die Berufsausbildungsrichtungen Holz und Metall untergebracht werden. Zum 1. Januar 1971 wurde der Ort nach Schwandorf eingemeindet.
Im Jahr 1975 wurde die Jugendheimstätte aufgelöst und der Charlottenhof wurde an den Bayerischen Freistaat vermietet. Es wurden dann Asylberechtigte aus Pakistan untergebracht. Die Landwirtschaft (110 ha land- und forstwirtschaftliche Fläche) wurde 1979 verkauft. 1988 erwarb die Deutsche Gesellschaft für Wiederaufbereitung von Kernbrennstoffen die Flächen des Ludwig Walter als Ausgleichsflächen für die geplante Wiederaufarbeitungsanlage Wackersdorf.
Die Handwerkskammer Niederbayern-Oberpfalz hat 1989 den Charlottenhof (ohne landwirtschaftliche Flächen) erworben. Nach umfangreicher Restaurierung des Schlösschens und des Holzhauses wurde ein Neubau mit funktionellen Seminar- und Technologieräumen errichtet. 1993 wurde auf dem ehemaligen Gutshofgelände Charlottenhof das Zentrum für Management und Technologie der Handwerkskammer Niederbayern-Oberpfalz (CMT) eröffnet. Hier ist auch das Bildungszentrum Schwanhof untergebracht.